# Alattyán, Jász-Nagykun-Szolnok
Alattyán  este un sat în districtul Jászapát, județul Jász-Nagykun-Szolnok, Ungaria, având o populație de 2.128 de locuitori (2011). 

## Demografie
Componența etnică a satului Alattyán
     Maghiari (85,61%)
     Romi (13,64%)
     Necunoscut (0,22%)
     Alții (0,53%)
Componența confesională a satului Alattyán
     Romano-catolici (66,35%)
     Fără religie (10,9%)
     Reformați (2,02%)
     Necunoscută (19,78%)
     Alte religii (1,22%)
Conform recensământului din 2011, satul Alattyán avea 2.128 de locuitori. Din punct de vedere etnic, majoritatea locuitorilor (85,61%) erau maghiari, cu o minoritate de romi (13,64%). Apartenența etnică nu este cunoscută în cazul a 0,22% din locuitori.  Din punct de vedere confesional, majoritatea locuitorilor (66,35%) erau romano-catolici, existând și minorități de persoane fără religie (10,9%) și reformați (2,02%). Pentru 19,78% din locuitori nu este cunoscută apartenența confesională.